# 1993 UQ2
1993 UQ2 är en asteroid i huvudbältet som upptäcktes den 19 oktober 1993 av den amerikanska astronomen Eleanor F. Helin vid Palomarobservatoriet.
Asteroiden har en diameter på ungefär 9 kilometer och den tillhör asteroidgruppen Eos.